# هکاته ۱۰۰
سیارک ۱۰۰ (به انگلیسی: 100 Hekate) صدمین سیارک کشف شده‌است که در ۱۱ ژوئیه ۱۸۶۸ کشف شد.
قدر مطلق سیارک برابر ۷٫۶۷ است.